# John Cooper Clarke
John Cooper Clarke (Salford, 25 de janeiro de 1949) é um poeta performático inglês. É classificado com frequência como um poeta punk, havendo logrado reconhecimento no final dos anos 1970, durante o florescimento do movimento punk. É um poeta bastante famoso na Inglaterra, e "Ten Years In An Open-Necked Shirt" continua a ser sua obra mais popular e bem sucedida. Fez uma aparição no filme Control - A História de Ian Curtis, recitando um dos seus poemas mais conhecidos, "Evidently Chickentown".

## Vida
Clarke nasceu em Salford, Greater Manchester,  Lancashire em 1949. Ele morou na região de Higher Broughton da cidade e começou a se interessar por poesia após ser inspirado por um professor que descreveu como “um cara em bastante contato com o mundo externo, do tipo Ernest Hemingway, um homem confiante e literário". Seu primeiro emprego foi de técnico de laboratório, na Universidade de Salford. Atualmente, ele vive em Essex com sua esposa francesa, Evie, com quem tem uma filha.

## Carreira
Começou a se apresentar em casas populares de Manchester, onde começou a trabalhar com Rick Goldstraw e sua banda,  The Ferrets. Seus primeiros lançamentos foram realizados pela gravadora independente Rabid, começando pelo EP Innocents em outubro de  1977. Entrou em turnê com a banda de Bill Nelson, Be-Bop Deluxe em 1978 e assinou com a Epic Records, que editou seu album de estreia, produzido por Nelson, Disguise In Love, em 1978.
Em 1979 teve seu único poema a alcançar o top 40 do Reino Unido com "Gimmix! (Play Loud)". Clarke se apresentou com  Linton Kwesi Johnson, e bandas como Sex Pistols, The Fall, Joy Division, Buzzcocks, Siouxsie and the Banshees, Elvis Costello, Rockpile e New Order (inclusive durante seu concerto beneficente de Maio de 1984, Music for Miners no Royal Festival Hall, em Londres). Sua performance é caracterizada por poemas contados com um humor rápido de maneira entusiasmada, geralmente apresentados em coro. Frequentemente conhecido como “o poeta de Salford”, ele costuma se referir a si mesmo como  "Johnny Clarke, o nome por trás do penteado".
Em 1979 ele se inscreveu para se juntar ao grupo de atores “Equity”, mas como já havia um membro chamado John Cooper Clarke, se juntou ao grupo pelo nome de Lenny Siberia. Seu álbum de 1980 Snap, Crackle & Bop ocupou a mais alta posição de Clarke nas paradas, alcançando a vigésima sexta posição.
Clarke apareceu no documentário musical de 1982 Urgh! A Music War, apresentando seu poema "Health Fanatic".  O filme destacava performances ao vivo de muitos artistas populares (The Police, The Go-Gos, Pere Ubu, XTC, Devo) e também de grupos menos conhecidos (The Alley Cats, Invisible Sex, Athletico Spizz '80, Chelsea), se utilizando de vídeos de apresentações pelo mundo todo. Para muitos, esta foi o primeiro contato com o trabalho de John Cooper Clarke. Ele também estrelou um filme de 1982 intitulado  John Cooper Clarke – Dez Anos em Uma Camisa de Gola Aberta, dirigido por Nick May e produzido para o Conselho de Artes da Grã-Bretanha e do Channel 4. Uma espécie de filme narrativo, uma série de vídeos musicais e um documentário, o filme mostra entrevistas e performances por Clarke e Linton Kwesi Johnson, entre outros.
Clarke lançou um outro álbum em 1982, Zip Style Method, que fez menos sucesso, e Clarke passou a se apresentar com menos frequencia, tendo passado boa parte dos anos 80 viciado em heroína e morando emu ma “parceria doméstica” com o também viciado Nico. Ele descreveu esse período de sua vida da seguinte forma:  "Era uma existência animalesca. Eu estava drogado. Só fazia o necessário." Ele apareceu em dois comerciais britânicos para a  Sugar Puffs em 1988, ocupando o segundo papel em Honey Monster. Voltou a se apresentar nos anos 90.. Recentemente, Clarke tem enfatizado suas apresentações no stand-up comedy, mais do que em performances poéticas, mas a poesia ainda é a parte principal de sua performance. Ele também abriu concertos para Joe Strummer & The Mescaleros.
Abriu shows diversas vezes para o The Fall, e também realizou um dueto do poema "Last Resort" com Jon McClure emu ma apresentação do Reverend and the Makers em Londres, e que mais tarde foi lançado como b-side para o single da banda “Heavyweight Champion of the World". Clarke também gravou uma canção com uma banda chamada "Dead Man's Shoes".  Sua gravação de “Evidently Chickentown" do album Snap, Crackle & Bop também apareceu na cena final do episódio “Stage 5”, de “Os Sopranos. Uma versão ao vivo do mesmo poema aparece no filme “Control - A História de Ian Curtis com Clarke interpretando a si mesmo em uma recriação de uma apresentação de 1977 com o Joy Division, apesar de ter envelhecido 30 anos desde os acontecimentos do filme. "Evidently Chickentown" (recitado por Christopher Eccleston) aparece no filme televisivo “Strumpet”.
Filmado em 2010 no Queen Elizabeth II Hall, em Londres, o DVD de Clarke South of the Border é a gravação de uma performance contemporânea completa. Os extras do DVD incluem uma performance de 36 Hours com Frank Sidebottom na guitarra. O DVD foi lançado pelo Click Films em abril de 2013.
Clarke interpretou a si mesmo no filme de 2012 appeared “Ill Manors, dirigido por Ben Drew (mais conhecido como Plan B). Ele apresenta um poema chamado Pity the Plight of Young Fellows, que descreve como "a visão dos jovens através do ponto de vista de um velho rabugento". Ele também participou da canção Pity the Plight do album musical do filme, onde recita partes do poema acompanhado de um piano.
Em maio de 2013, Clarke foi convidado para participar do programa  Have I Got News for You', da BBC1'.

## Impacto na música
Clarke é considerado grande influência para a banda inglesa Arctic Monkeys, tendo sido a principal inspiração nas composições letras das canções do grupo, escritas por Alex Turner e fortemente marcadas por elementos cotidianos, como declarado no documentário “Evidently... John Cooper Clarke“,  parte do programa “Punk Britannia da BBC. O poema de Clarke "Out of Control Fairground" foi impresso dentro do single  Fluorescent Adolescent da banda, lançado em 9 de julho de 2007, e também inspirou o videoclipe da canção. Outra obra do poeta foi impressa na versão em vinil do mesmo single. Em 2013, o Arctic Monkeys acrescentou ainda o poema “I Wanna Be Yours” de Clarke, faixa que encerra seu quinto álbum de estúdio.

## Discografia

### Álbuns
- Disguise in Love (1978), Epic Records
- Walking Back to Happiness (1979), Epic
- Snap, Crackle & Bop (1980), Epic - UK #26[2]
- Zip Style Method (1982), Epic - UK #97[2]

Compilações
- Où est la maison de fromage? (1978), Rabid [16]
- Me and My Big Mouth (1981), Epic
- Word of Mouth: The Very Best of John Cooper Clarke (2002), Sony

### Singles, EPs
- Innocents EP (1977), Rabid
- "Post-War Glamour Girl" (1978), Epic
- "Gimmix! (Play Loud)" (1979), Epic - UK Singles Chart #39[2]
- "Splat"/"Twat" (1979), Epic
- "The It Man" (1980), Epic
- "The Day My Pad Went Mad" (1982), Epic
- "Night People" (1982), Epic
- "Pity the Plight" (2012 Ill manors album - Plan B)

### DVDs, Videos
- Ten Years In an Open-Necked Shirt (1981) Channel 4/British Arts Council
- Zip Style (2011), Ozit
- Evidently, John Cooper Clarke (2012), Click Films/BBC
- South of the Border - Live (2013), Click Films/Safecracker Pictures

Aparições:
- Urgh! A Music War (1981), Warners - "Health Fanatic"
- The Old Grey Whistle Test Volume 3 (2004), 2 Entertain - "I Don't Want to Be Nice"
- Poets, Punks, Beatniks and Counter Culture Heroes (2010), Ozit - includes rare JCC film footage from the 1980s